# Hipovolemia
Hipovolemia é o estado de diminuição do volume sanguíneo, mais especificamente do volume de plasma sanguíneo.
Choque hipovolêmico se refere a uma condição médica ou cirúrgica na qual ocorre perda rápida fluída que resulta no fracasso de múltiplos órgãos devido perfusão inadequada. A maior parte dos choques hipovolêmicos é secundária a perda rápida de sangue (choque hemorrágico).
Trauma penetrante ou desordens gastrointestinais severas são as  causas comuns de choque hemorrágico. Choque hemorrágico também pode ser o resultado de perda de sangue interna aguda significante no tórax e cavidades abdominais.